# Lasionycta subalpina
Lasionycta subalpina es una especie de mariposa nocturna de la familia Noctuidae.
Se distribuye desde Idaho y la meseta de Beartooth en el límite entre Montana y Wyoming, hasta Colorado y Utah central, así como en la Sierra Nevada de California.
Habita en bosques subalpinos y pinares de elevación media.
Su envergadura es de 29-33 mm para los machos y de 30-35 mm para las hembras. Los adultos vuelan desde mediados de julio hasta fines de agosto.
- Datos: Q10784957
- Multimedia: Lasionycta subalpina / Q10784957
- Especies: Lasionycta subalpina